# Галуп
Галуп (енгл. Gallup, Inc.) је организација која се бави истраживањем јавног мњења. Има преко 40 канцеларија у 27 држава. Сједиште организације се налази у Вашингтону, САД. Организација је подијељена у четири групе: Галупов институт, издавачка кућа, консултантска кућа и Галупово истраживање (анкета).

## Историја
Организација је основана 1935, а њен оснивач је Џорџ Галуп.